# Czechowice-Dziedzice
Czechowice-Dziedzice  (en alemán: Czechowitz-Dzieditz / Czechowitz-Dziedzitz, Silesia: Czechowice-Dziydzice), anteriormente conocido hasta 1958 como Czechowice, es una ciudad en el condado de Bielsko, voivodato de Silesia, sur de Polonia con 35.684 habitantes a diciembre del 2021. Se encuentra en el extremo noreste de la región histórica de Cieszyn Silesia. Con cuatro estaciones, es un gran cruce ferroviario, ubicado en la intersección de dos líneas principales: este-oeste (Trzebinia - Zebrzydowice) y norte-sur (Katowice - Bielsko-Biala).

## Historia
El área habitada por la tribu Golensizi probablemente pasó a formar parte de Polonia bajo Mieszko I de Polonia, pero las primeras menciones históricas relativas a la región aparecieron mucho más tarde. El pueblo de Czechowice se mencionó por primera vez en un documento latino de la Arquidiócesis de Wrocław llamado Liber fundationis episcopatus Vratislaviensis de alrededor de 1305 como dos asentamientos:
- Artículo en Chothowitz theutonico fertones
- Artículo en Chothowitz polonico decima mas polonico, valet I) marcam

Chotowitz theutonico (en alemán Czechowice) presumiblemente se estableció bajo los derechos alemanes (iure teutónico) sobre la base del antiguo Chotowitz polonico, que se gobernaba continuamente bajo los derechos tradicionales polacos (iure polonico). El monto declarado de un diezmo pagado por los aldeanos también sugería que se trataba de una comunidad antigua y bastante desarrollada. Pertenecía entonces al Ducado de Cieszyn, formado en 1290 dentro de la fragmentada Polonia gobernada por Piast. En 1327 el ducado pasó bajo la soberanía del Reino de Bohemia como una tasa, aunque permaneció gobernado por la dinastía polaca Piast hasta 1653, cuando pasó a la Casa de Habsburgo. En 1430, el pueblo se mencionó por primera vez con el nombre actual de Czechowice en lugar de Chatowice. Dziedzice se mencionó por primera vez en 1465. El otro pueblo medieval que luego fue absorbido por Czechowice fue Żebracz, mencionado por primera vez en 1443.
El pueblo de Czechowice se convirtió en sede de una parroquia católica, mencionada en el registro del pago de Óbolo de San Pedro de 1447 entre 50 parroquias del decanato de Teschen como Czechowicz. En la época de la Reforma protestante, la parroquia de Czechowice siguió siendo católica, a la inversa de la cercana ciudad de Bielsko y el resto del Ducado de Cieszyn.

## Tiempos recientes
Después de las revoluciones de 1848 en el Imperio austríaco, se introdujo una división municipal moderna en la Silesia austríaca restablecida. Los pueblos como dos municipios separados se suscribieron al distrito político y legal de Bielsko. En 1855, se abrió al tráfico una línea local del importante Emperor Ferdinand Northern Railway con una estación en Dziedzice. Esto condujo a una rápida industrialización de Dziedzice y Czechowice, especialmente a fines del siglo XIX. En ese momento, Czechowice y Dziedzice se convirtieron en fuertes centros del movimiento nacional polaco en marcado contraste con la ciudad de Bielsko, dominada por los alemanes, cuyos habitantes solían llamar al área de Czechowice y Dziedzice verfluchte polnische Winkel (esquina polaca maldita). Aquí se establecieron organizaciones escolares, pedagógicas, deportivas y de otro tipo polacas.
Según los censos realizados en 1880, 1890, 1900 y 1910, la población de Czechowice creció de 2804 en 1880 a 7056 en 1910 con una mayoría cada vez menor de hablantes nativos de polaco (del 96,6 % en 1880 al 86,7 % en 1910) acompañada de una minoría cada vez mayor de habla alemana (de 95 o 3,4 % en 1880 a 611 o 8,9% en 1910) y de habla checa (de 33 o 1,1% en 1890 a 290 o 4,3% en 1910), en términos de religión en 1910 la mayoría eran católicos (94,1%), seguidos de protestantes (231 o 3,3%), judíos (176 o 2,5%) y 9 personas adheridas a otra fe. Mientras que, en el caso de Dziedzice, la población del municipio creció de 1011 en 1880 a 2436 en 1910 con una mayoría de hablantes nativos de polaco (entre 748 o 78% en 1880 y 1994 o 85,1% en 1910, como máximo 938 o 92,1% en 1890) acompañados por una minoría de habla alemana (189 o 19,7% en 1880, luego como máximo 266 o 11,4% en 1910) y de habla checa (como máximo 81 o 3,5% en 1910), en términos de religión en 1910 la mayoría eran católicos (88,6%), seguidos de judíos (185 o 7,6%) y protestantes (93 o 3,8%).
Después de la Primera Guerra Mundial, la caída de Austria-Hungría, el restablecimiento de la Polonia independiente, la guerra polaco-checoslovaca y la división de Cieszyn Silesia en 1920, Czechowice y Dziedzice pasaron a formar parte de Polonia. En el Período de entreguerras, la industria continuó expandiéndose. Se fundaron nuevas fábricas que producían máquinas, bicicletas, fósforos, papel, cables, etc. Se fundaron nuevos centros culturales, teatros de aficionados, cines, coros y clubes deportivos. En 1924, se inauguró el Monumento a la Libertad (Pomnik Wolności), financiado con contribuciones voluntarias. Celebraciones patrióticas tienen lugar en el monumento.
Czechowice y Dziedzice fueron anexadas por la Alemania nazi al comienzo de la Segunda Guerra Mundial en septiembre de 1939. La población local fue sujeta a deportaciones por trabajos forzados a Alemania y a Campo de concentración nazi, expropiaciones, redadas callejeras, sentencias de muerte y ejecuciones públicas (ver crímenes nazis contra la nación polaca). La vida social y política polaca, así como la educación polaca, estaban siendo destruidas. En 1942, los alemanes establecieron dos campos de trabajos forzados en la ciudad: uno para polacos (Polenlager) y otro para hombres judíos. Durante la Campaña del Petróleo de la Segunda Guerra Mundial, la refinería de petróleo en Czechowice fue bombardeada el 20 de agosto de 1944. En 1944, los ocupantes establecieron los subcampos Tschechowitz I y II de Auschwitz en Czechowice-Dziedzice, que proporcionó trabajo forzoso para la planta de petróleo SOCONY-Vacuum y albergó a más de 600 prisioneros. En 1945 finalizó la ocupación alemana y se devolvieron a Polonia Czechowice y Dziedzice.
En 1951, Dziedzice se fusionó con Czechowice, al mismo tiempo que la gmina ampliada recibió derechos de ciudad. Sin embargo, el nombre de la nueva ciudad era Czechowice, lo que decepcionó a los ciudadanos de Dziedzice. Después de las quejas en 1958, la ciudad recibió el nombre de Czechowice-Dziedzice.
De 1975 a 1998 estuvo ubicado en el Voivodato de Katowice y desde 1999 en el Voivodato de Silesia. En 1993, se erigió un nuevo Monumento a la Libertad en lugar del anterior, destruido por los alemanes en 1939.

## Puntos de referencia
Entre los puntos de referencia de la ciudad se encuentran el palacio rococó Kotuliński, la iglesia barroca de Santa Catalina y la iglesia gótica de Santa María de la Ayuda.

## Deportes
El equipo de fútbol local es MRKS Czechowice-Dziedzice [pl]. Compite en las ligas inferiores.

## Personas notables
- Piotr Beczała (nacido en 1966), tenor de ópera
- Łukasz Piszczek (nacido en 1985), futbolista

## Galería

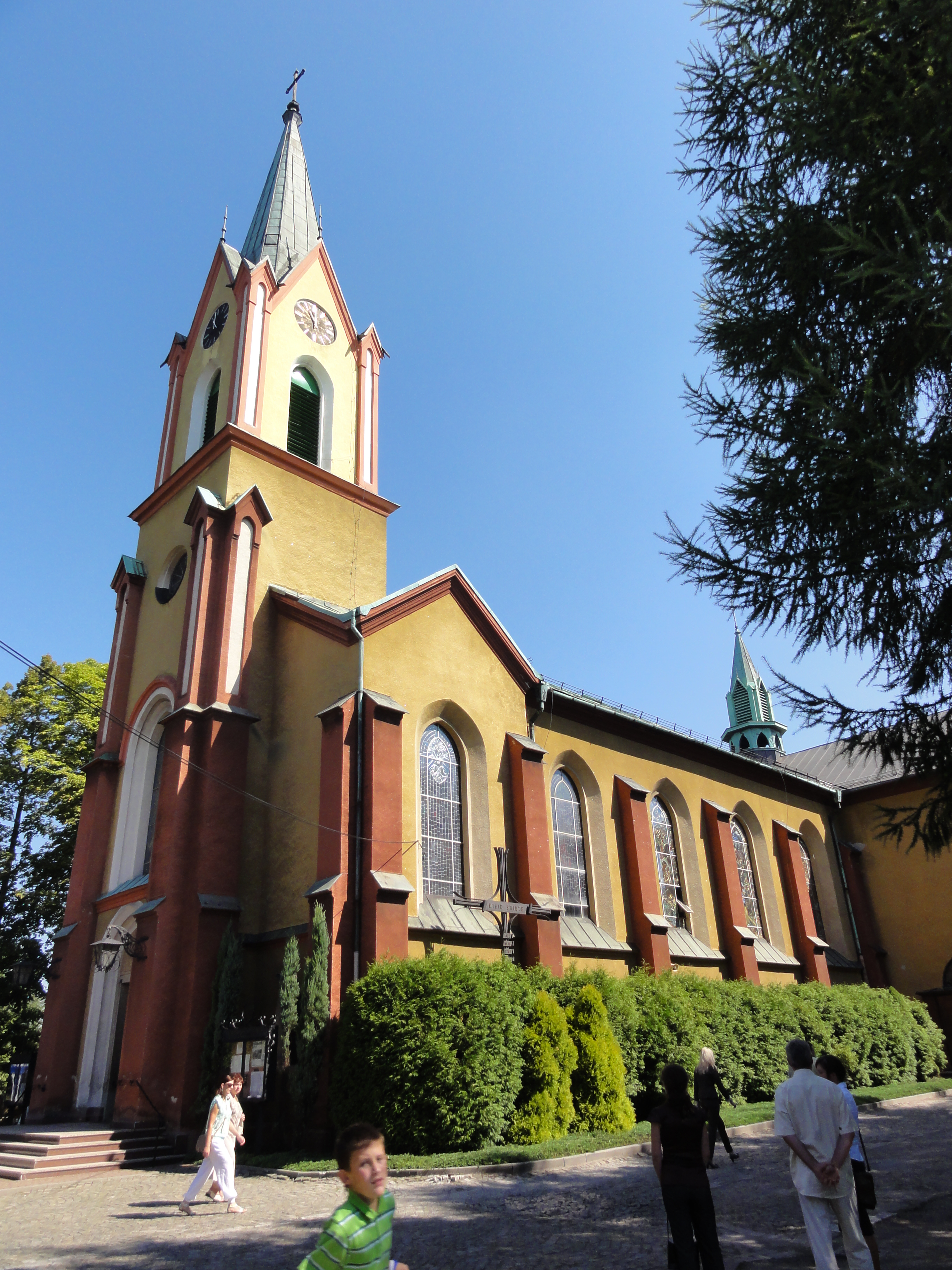
Iglesia de Santa Marta de la Ayuda
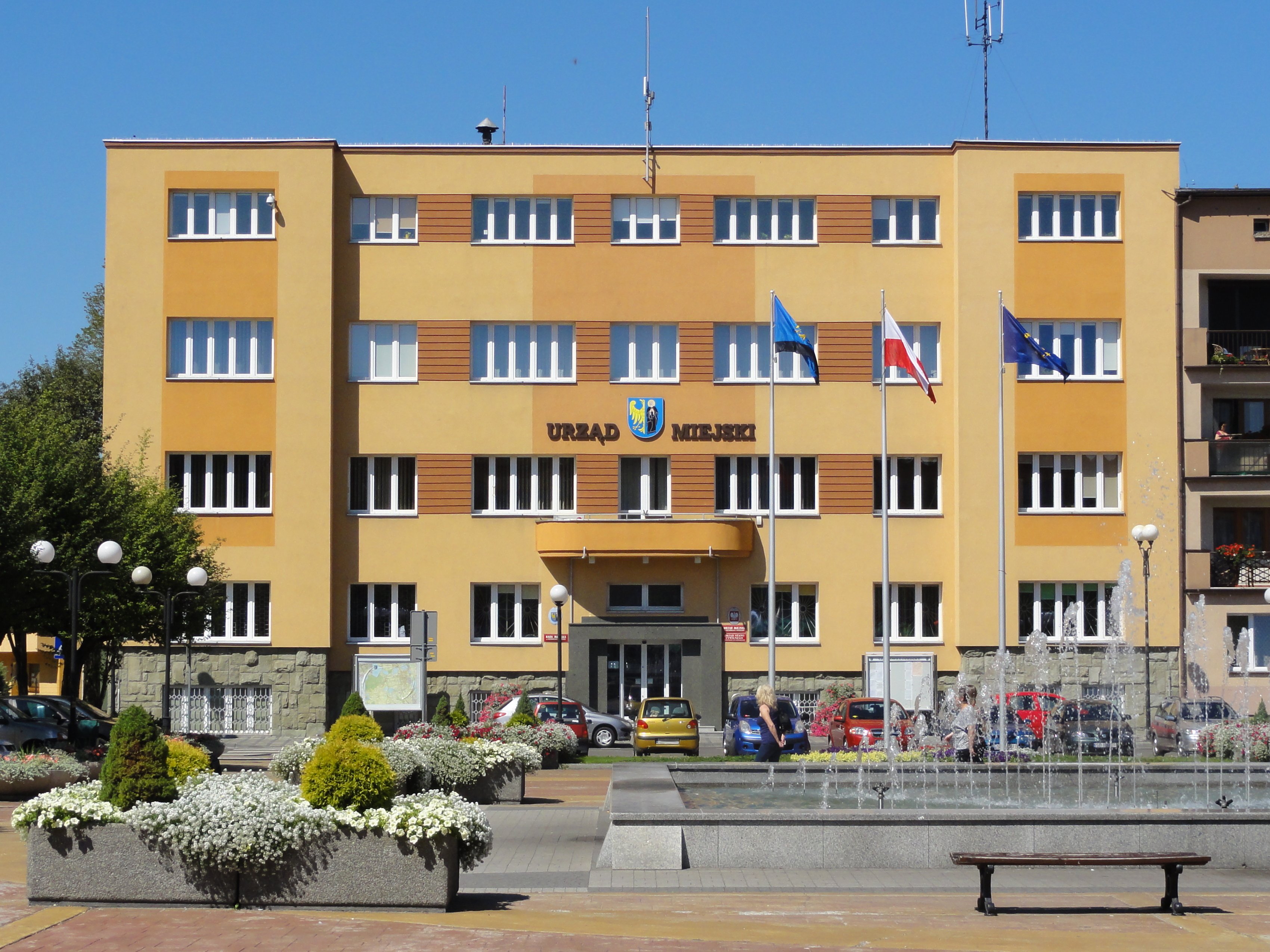
Ayuntamiento
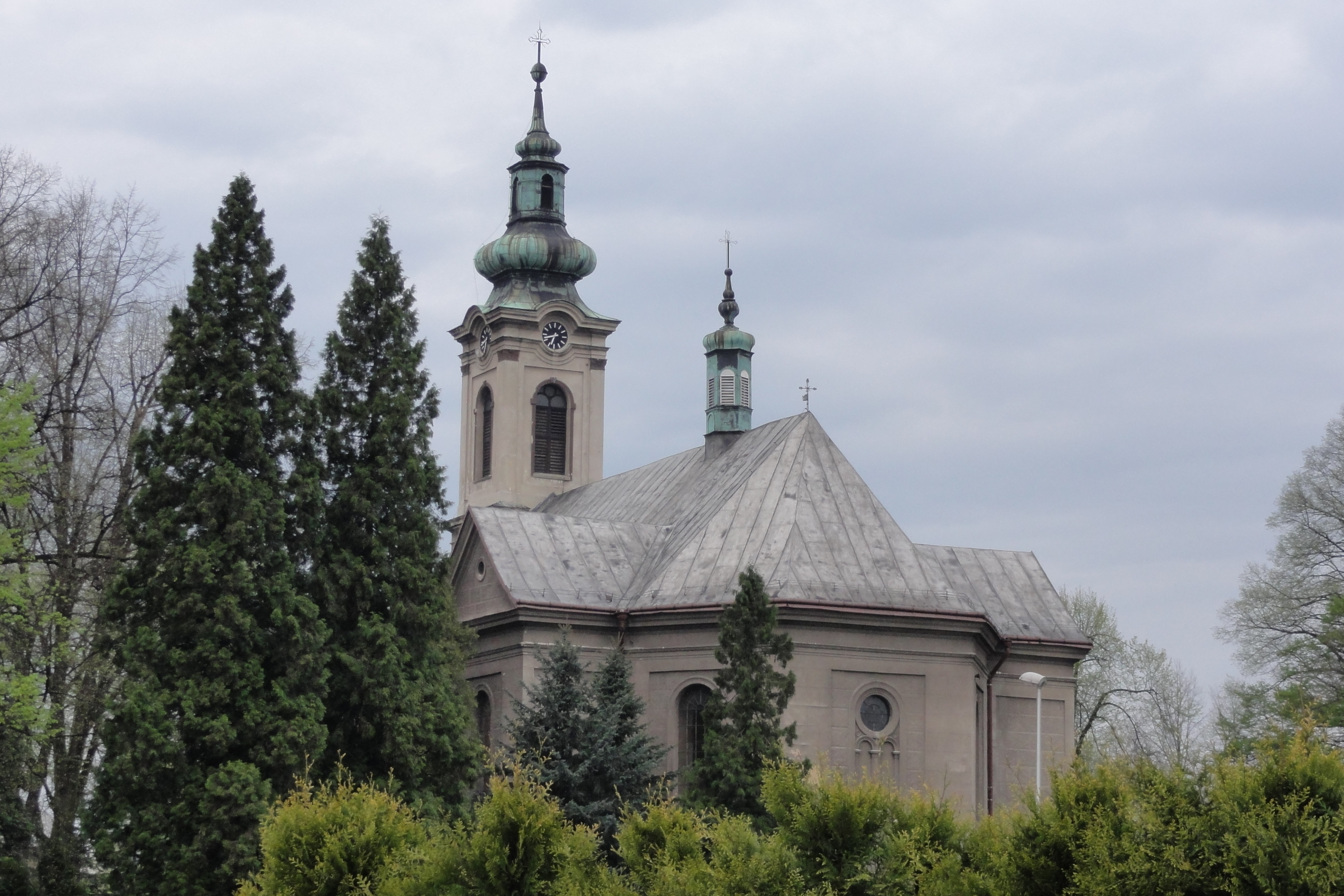
La iglesia más antigua de Santa Catalina.
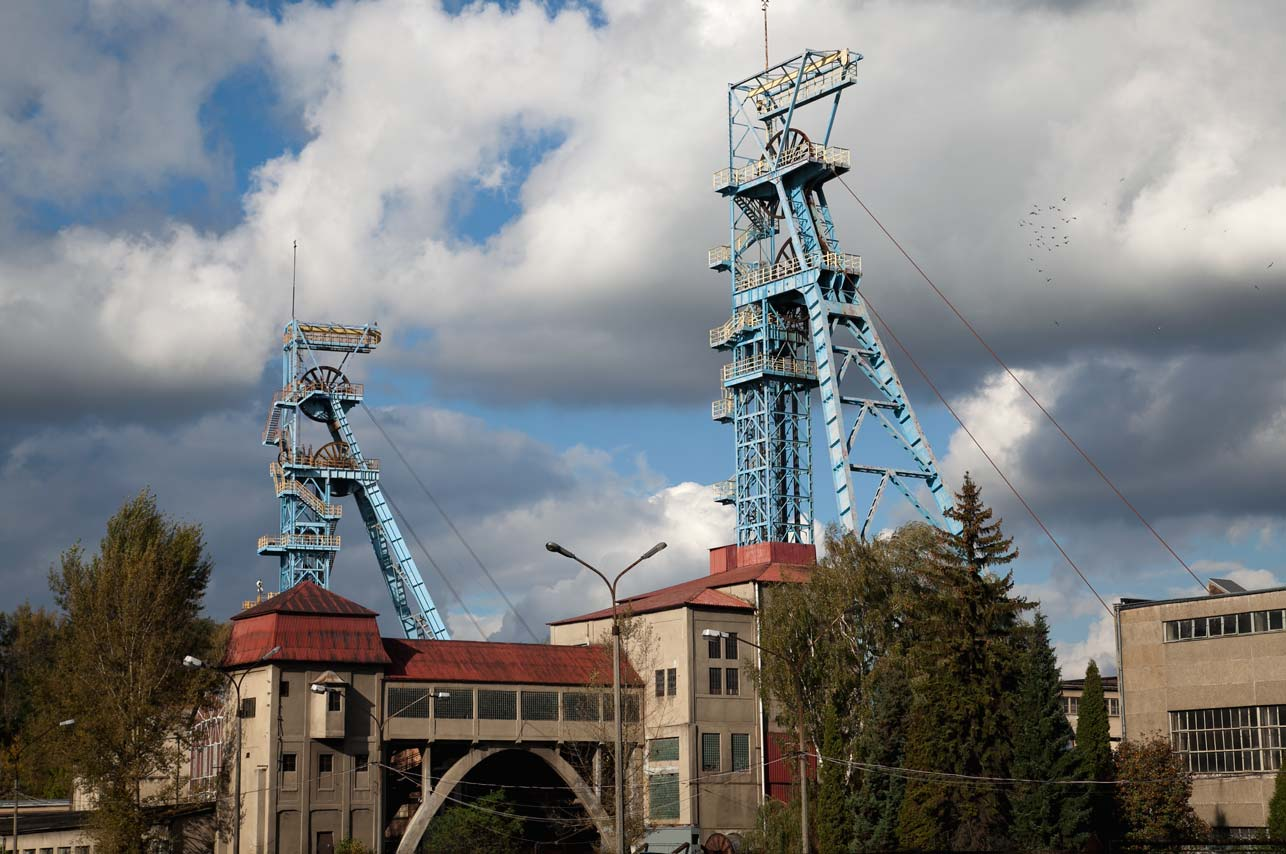
Mina de Carbón de Silesia
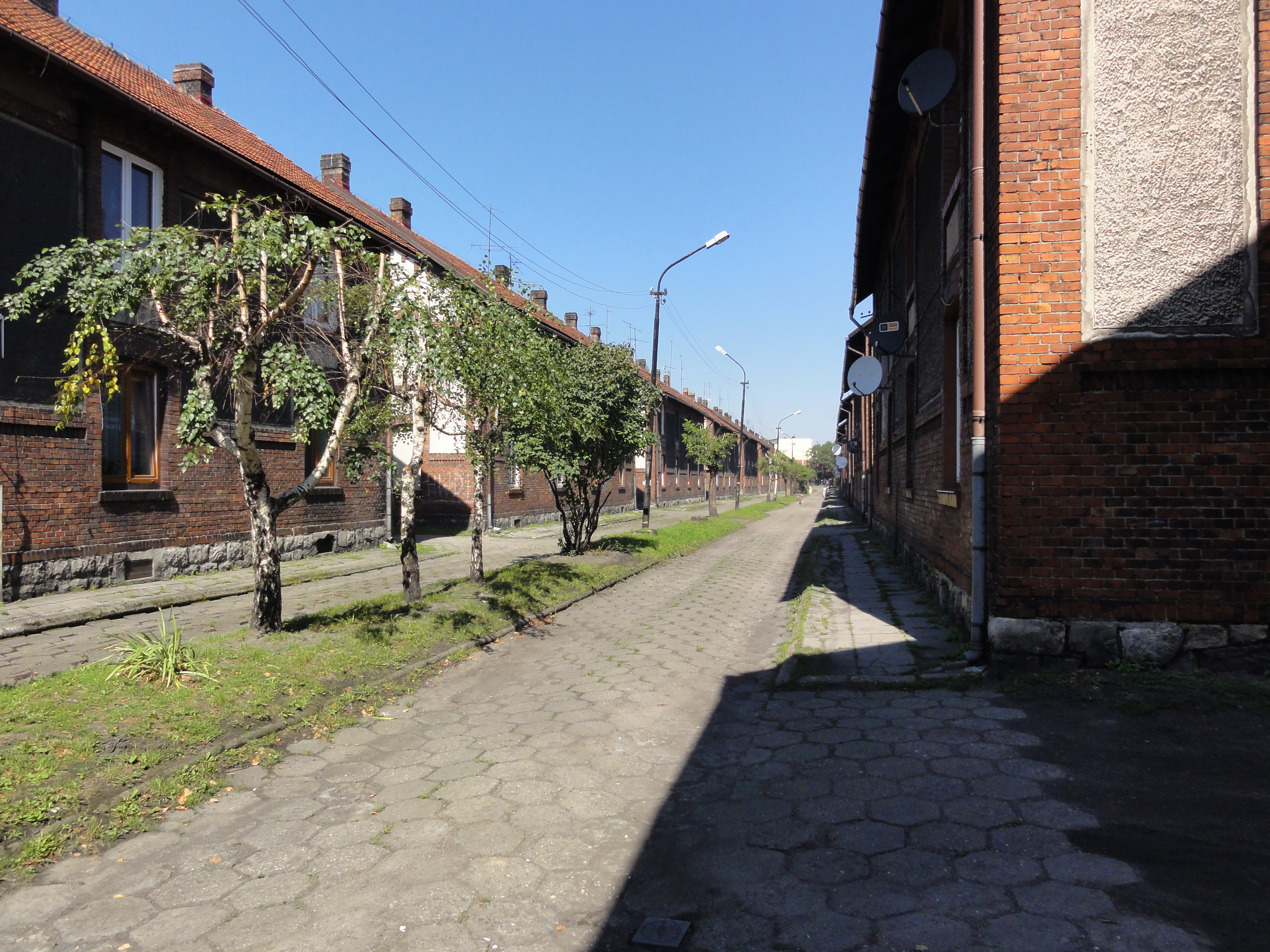
Casas de trabajadores en Żebracz
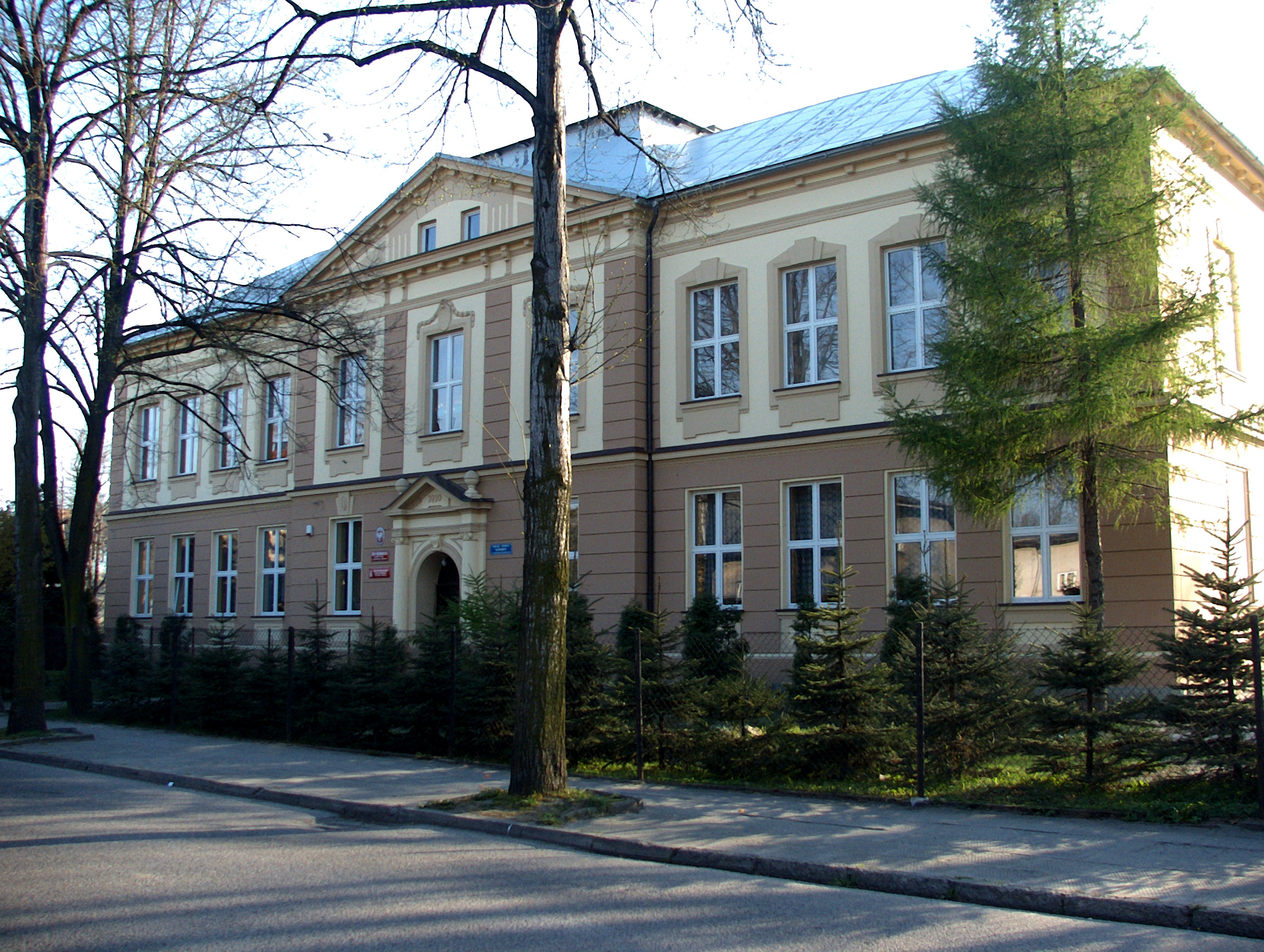
Escuela primaria